# Printf

Un exemple de la fonction printf.

printf (pour l'anglais print formatted, soit « imprimer formaté ») est une commande Unix permettant de faire afficher une chaîne de caractères à l'écran.
C'est aussi un nom de fonction du langage C, et de nombreux autres langages informatiques permettant d'afficher une ou plusieurs variables de façon formatée dans le flux de sortie.
Manuel printf:

## Syntaxe

### C
En C, il est nécessaire d'inclure l'en-tête standard <stdio.h> au début du
code source du programme, car c'est lui qui permet de déclarer la fonction printf. Voici son prototype :
```
int
 
printf
(
const
 
char
*
 
format
,
 
...);

```

Les ... signifient que c'est une fonction variadique, qui peut prendre un nombre variable de paramètres.
format représente, comme son nom l'indique, de quoi sera faite la sortie (Entier, Double...).
Son principe est le suivant : à chaque fois qu'il y a un %, printf regarde la lettre qui suit ce % et écrit la variable qui correspond dans les paramètres. Si c'est le ième %, printf regarde le (ième + 1) paramètre.
On peut écrire printf avec un seul paramètre :
```
#include
 
<stdio.h>

int
 
main
()

{

     
printf
(
"Votre chaine de caractères ici"
);

     
return
 
0
;

}

```

Ou avec plusieurs paramètres. Dans ce cas, la lettre qui suit les « % » dans le format correspond à un type de variable :
| Type               | Lettre    |
| ------------------ | --------- |
| int                | %d / %i   |
| long               | %ld / %li |
| short              | %hd / %hi |
| float/double       | %f        |
| char               | %c        |
| string (char*)     | %s        |
| pointeur (void*)   | %p        |
| entier hexadécimal | %x / %X   |
| entier octal       | %o        |
| entier non signé   | %u        |
| caractère %        | %%        |

Une instruction de formatage s’écrit ainsi avec le format précédé de ’%’, qui sera associé au nom de la variable qu'on veut afficher. En voici un exemple :
```
#include
 
<stdio.h>

int
 
main
()

{

     
long
 
nombre
 
=
 
1500
;

     
printf
(
"%ld"
,
 
nombre
);

     
return
 
0
;

}

```

On peut faire afficher autant de contenus de variables que l'on veut : il suffit d'indiquer le nom de chaque variable dans l'ordre voulu. Par exemple :
```
#include
 
<stdio.h>

int
 
main
()

{

     
long
 
nombre1
 
=
 
400
,
 
nombre2
 
=
 
500
;

     
printf
(
"Le nombre 1 est egal a %ld et le nombre 2 a %ld"
,
 
nombre1
,
 
nombre2
);

     
return
 
0
;

}

```

Autre exemple : dans le code ci-dessous, on affiche la partie entière d'une variable de type double.
```
#include
 
<stdio.h>

int
 
main
()

{

     
double
 
i
=
4.2
;

     
printf
(
"La partie entiere du nombre %f est %d"
,
 
i
,
 
(
int
)
i
);

     
return
 
0
;

}

```

Ce qui affichera « La partie entière du nombre 4.2 est 4 ».

### Perl
Exemple :
```
printf
 
"%s %s\n"
,
 
"Hello"
,
 
"World"

```

### PHP
PHP utilise printf de la même façon qu'en C, et possède des fonctions dérivées comme sprintf ou vprintf.
Exemple :
```
printf
(
'Compteur : %s, taille : %s. '
,
 
3
,
 
1
);
     
// Compteur : 3, taille : 1.

printf
(
'Compteur : %2$s, taille : %1$d. '
,
 
1
,
 
4
);
 
// Compteur : 4, taille : 1.

```

### Java
Exemple :
```
System
.
out
.
printf
(
"%s, %s"
,
 
"Bonjour"
,
 
"Monde"
);

```

```
String
 
leEnVariable
 
=
 
"le"
;

System
.
out
.
printf
(
"Bonjour"
 
+
 
leEnVariable
 
+
 
"Monde"
);

```

### Python
Exemple :
```
print
(
"
%s
 
%s
"
 
%
 
(
"Hello"
,
 
"World"
))

print
(
"
{}
 
{}
"
.
format
(
"Hello"
,
 
"World"
))

print
(
"
{x}
 
{y}
"
.
format
(
y
=
"World"
,
 
x
=
"Hello"
))

print
(
f
"
{
'Hello'
}
 
{
'World'
}
"
)

```

## Variantes

### fprintf
fprintf permet d'écrire dans les fichiers de la même manière que printf écrit à l'écran.
```
int
 
fprintf
(
FILE
*
 
fd
,
 
const
 
char
*
 
format
,
 
...);

```

### sprintf
sprintf permet d'écrire dans un buffer de façon formatée.
```
int
 
sprintf
(
char
*
 
buf
,
 
const
 
char
*
 
format
,
 
...);

```

### vprintf
vprintf prend un tableau d'arguments plutôt que des arguments à la suite les uns derrière les autres. D'autres variantes utilisent ce principe pour les services de sprintf ou fprintf : les fonctions sont alors vfprintf et vsprintf.
```
int
 
vprintf
(
const
 
char
 
*
 
format
,
 
va_list
 
arg
);

```